# Afronersia clymene
Afronersia clymene är en insektsart som beskrevs av Rauno E. Linnavuori 1957. Afronersia clymene ingår i släktet Afronersia och familjen Dictyopharidae. Inga underarter finns listade i Catalogue of Life.